# معركة الغرانيكوس
معركة نهر الغرانيكوس وقعت في مايو من عام 334 ق.م. وهي أولى ثلاث معارك عظمى خاضها الإسكندر المقدوني ضد إمبراطورية الفرس. هذه المعركة التي وقعت في أقصى الشمال الغربي من آسيا الصغرى، قرب موقع مدينة طروادة الأثرية، هزم الإسكندر قوّات مرزبانات الفرس في آسيا الصغرى، وقد شملت على عدد كبير من قوات المرتزقة بقيادة القائد اليونان ممنون الرودوي.
وقد جرت المعركة على الطريق من أبيدوس إلى دايكيليوم (قرب إريغلي المعاصرة في تركيا)، في تقاطعه بنهر الغرانيك (نهر بيگا المعاصر).

## خلفية الحدث
بعد اغتيال فيليب الثاني المقدوني والد الإسكندر، والتدعيم النهائي لوضعيته في مقدونيا واليونان قام بالانتقال إلى آسيا في عام 334 ق م.
بعد عبور مضيق الهلسبونت، تقدم الإسكندر على الطريق الموصل إلى عاصمة سطرافية إقليم فريجيا. وقد نصح وأيد القائد المرتزق اليوناني ممنون الرودوي، الذي اصطف إلى طرف الفرس، استخدام سياسة الأرض المحروقة. وأراد من الفرس أن يدمّروا الأراضي التي سيعبر عليها الإسكندر، التي أمل أن تفضي إلى تجويع قوات الإسكندر، فيرجعون إلى ديارهم. لكن رأيه رفض.

## طريقة انتشار جيش الفرس
ذكر هذه المعركة كل من آريانوس وديودورس وبلوتارخ، إلا أن آريانوس هو أكثرهم سرداً لتفاصيلها. وقد وضع الفرس خيالتهم أمام مشاتهم، وتموضعوا في الجانب الأيمن (الشرقي) من النهر. ويختلف المؤرخون إزاء تموضع الجانب الفارسي. فيعتبرها بعضهم خطأ تكتيكي فادح، بينما يعتبره آخرون محاولة للاستفادة من تفوق عدد فرسانهم، بينما يقول السير ويليام تارن أن"القادة الفرس كانوا يأملون بنجاح خطتهم الهمامة، وقد أرادوا، إن كان ممكناً، أن يخنقوا الحرب عند مولدها بقتل الإسكندر."

## المعركة
وكانت الجبهة المقدونية مصفوفة بأرتال من المشاة السلامية الثقيلة في قلب الجبهة، وسلاح الفرسان على أحد جانبيه. وقد توقع الفرس أن يأتي الهجوم من موقع الإسكندر فحركوا وحداتهم من القلب إلى الجوانب.[بحاجة لمصدر]

عبور نهر الغرانيكوس لوحة للرسام شارلز لي برون (Zoom)

كان الرجل الثاني بعد الإسكندر هو بارمنيون، وقد اقترح أن يعبروا من نقطة تبعد قليلاً عكس التيار ثم الهجوم عند الفجر، لكن الإسكندر هاجم مباشرة. وقد أوقع هذا التكتيك في ربكة لعدم جاهزيتهم الكاملة. بدأت المعركة بهجمة من قبل سلاح الفرسان والمشاة الخفيفة من الميسر المقدونية، وقد عزز الفرس من هذه الناحية بقوة كبيرة. إلا أن الإسكندر بعد ذلك قاد هجمة وهو على رأس فرسانه المرافقين بتشكليتهم التي اشتهروا بها، ذات الشكل الإسفيني وصعق به قلب الجبهة الفارسية. وقد قُتل العديد من الضباط ذوي المراكز المرموقة من قبل الإسكندر أو حرسه الشخصي، على الرغم من أن لإسكندر قُصف بالضربة الشهيرة من فأس حربي من يد أرسطوقراطي فارسي اسمه سبيثريدات. وقبل أن يتمكن هذا الفارسي من إنزال ضربة الموت على الإسكندر، قتل من فوره على يد مرافق الإسكندر وحارسه الشخصي كلايتوس الأسود. وقد قتل حصان الإسكندر، وهو لم يكن يمتطي حصانه المحبوب بيوكيفلوس إمّا لأنه كان كسيحاً في ذلك الوقت أو لأنه اعتقد أن المعركة ستكون أخطر من أن ينجو منها بسلام. نجح سلاح الفرسان المقدوني في فتح ثغرة في جبهة الفرس، فهجم من خلالها المشاة المقدونيون ليشتبكوا بالمشاة الفارسية الأضع في الخلف. وبهذا، ومع مقتل الكثير من القادة الفرس، انهار الجناحان من الجيش الفارسي فانسحب جيش كاملاً، وتم اصطياد المشاة مع فراره.